# Zelotes guineanus
Zelotes guineanus este o specie de păianjeni din genul Zelotes, familia Gnaphosidae. A fost descrisă pentru prima dată de Simon, 1907. Conform Catalogue of Life specia Zelotes guineanus nu are subspecii cunoscute.